# Geschichte schwäbischer Steinäcker

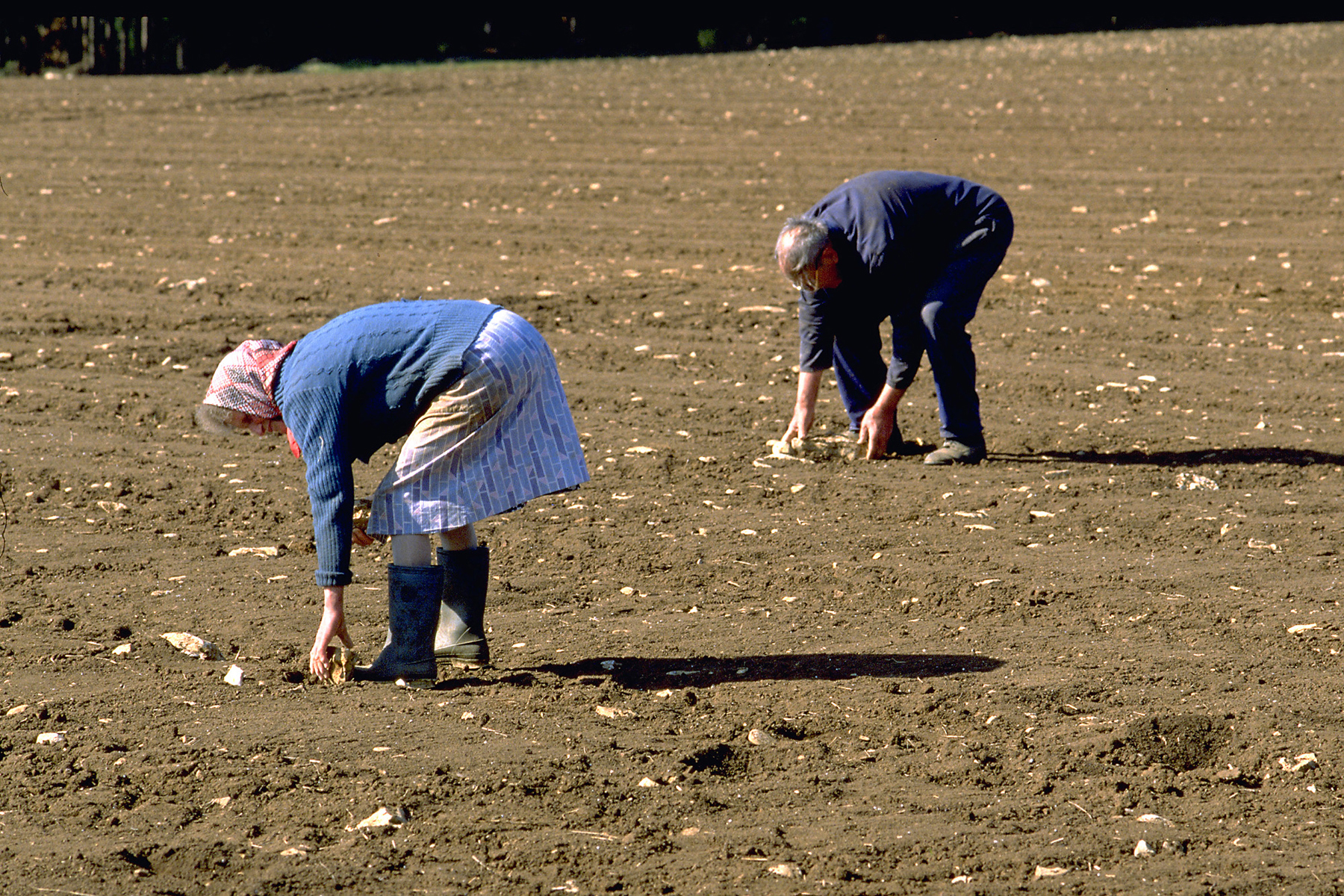
Steinacker: früher immer mühsame Handarbeit

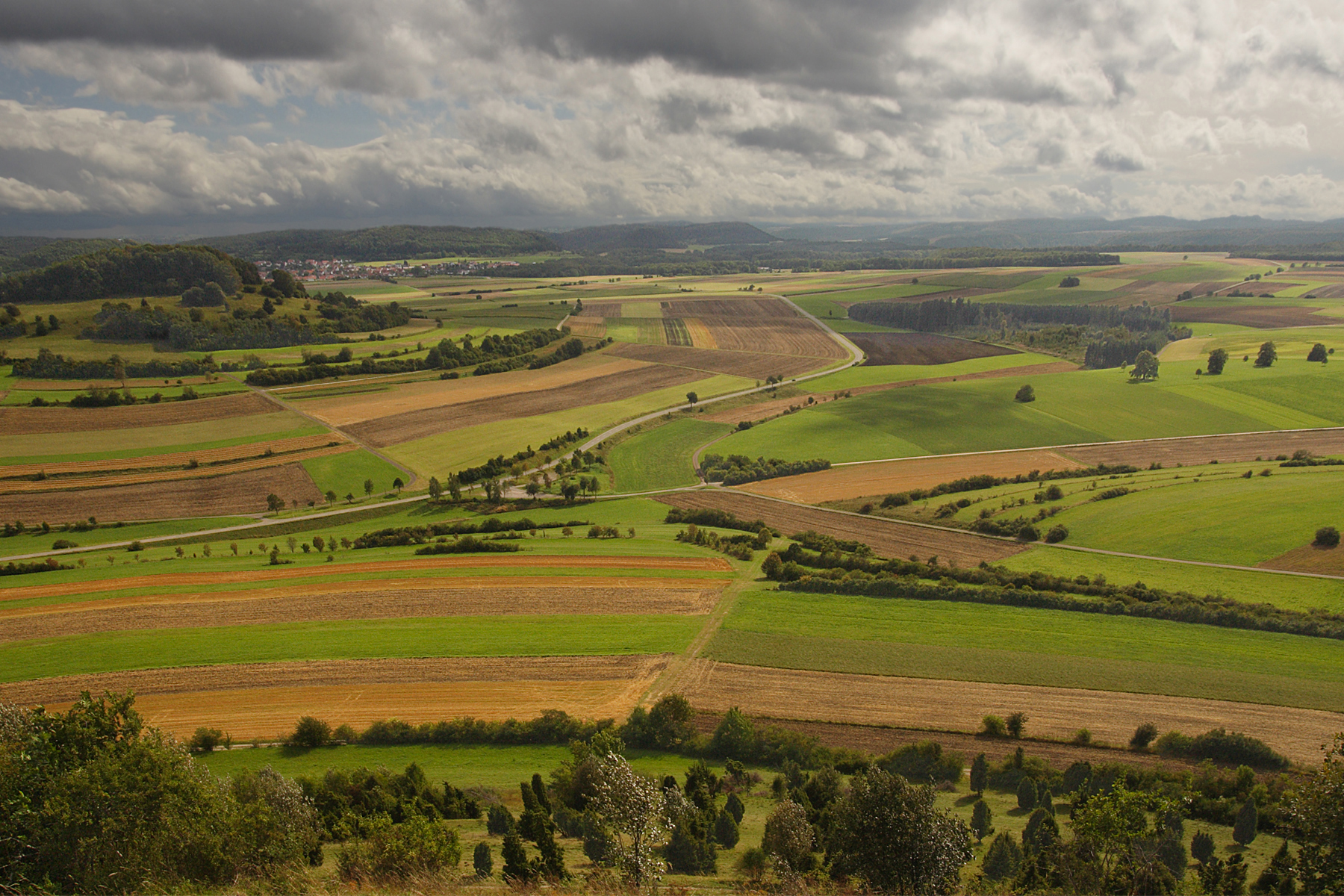
Kornbühl-Panorama – Steinäcker/Steinriegel/Hecken

Die Steinigen Äcker waren und sind ein Kennzeichen der Schwäbischen Alb.
Der Boden über dem Kalkstein (meist Weißer Jura) ist karg. Die Bodenbildung über Kalksteinfels ist ein langsamer Prozess. Klimafaktoren auf der Alb haben für Ackerbau geeignete Böden in den zurückliegenden 24 Millionen Jahren (Jungtertiär und Pleistozän) immer wieder flächenhaft abgetragen. Ertragreiche Böden, nährstoffreiche Lockersedimente und Kolluvien sammelten sich in tieferen Abschnitten des Albreliefs: in Mulden, Trockentälern und Flussauen.
Mit dem Bevölkerungswachstum im Spätmittelalter wurden weitere Wälder gerodet und auch ertragsärmere Flächen zu Ackerland gemacht.
Auf den Äckern, insbesondere den Hochflächen, kommen vom anstehenden Fels abgesplitterte Kalksteine immer wieder an die Oberfläche. Das Phänomen tritt heutzutage verstärkt auf, wenn mit Stahl und Technik tiefgründiger gepflügt wird. Auch häufige Frostwechsel bringen Steine durch Auffrieren und Frosthub immer wieder an die Oberfläche. In vorindustrieller Zeit waren ohne Steinlese und mühsame Handarbeit ausreichende Felderträge kaum möglich.
Mit der Modernisierung der Landwirtschaft seit dem 18. Jahrhundert, insbesondere nach dem Zweiten Weltkrieg, wurde grenzwertig ertragreicher Ackerbau aufgegeben. Auf den über Jahrhunderte aufgehäuften oder zu Riegeln gereihten Lesesteinen wuchsen zunächst Pionierpflanzen; später sammelte sich so viel Erdreich an, dass sich die vielfältige Vegetation zu Hecken entwickelte. Im Zuge der Flurbereinigung und der technisierten Großflächenbewirtschaftung wurden Hecken meist planiert. Hinderliche Steine werden heute meist entsorgt. Auf geneigten oder nicht intensiv bewirtschaften Flächen sind Hecken noch heute vereinzelt zu beobachten. Die noch nicht abgegangenen Steinriegel und Hecken werden heute als bedeutende Biotope angesehen, als artenreiche Rückzugsgebiete für Kleingetier. In Einzelfällen sind sie naturschutzrechtlich geschützt.

## Klima, Relief und Vegetation

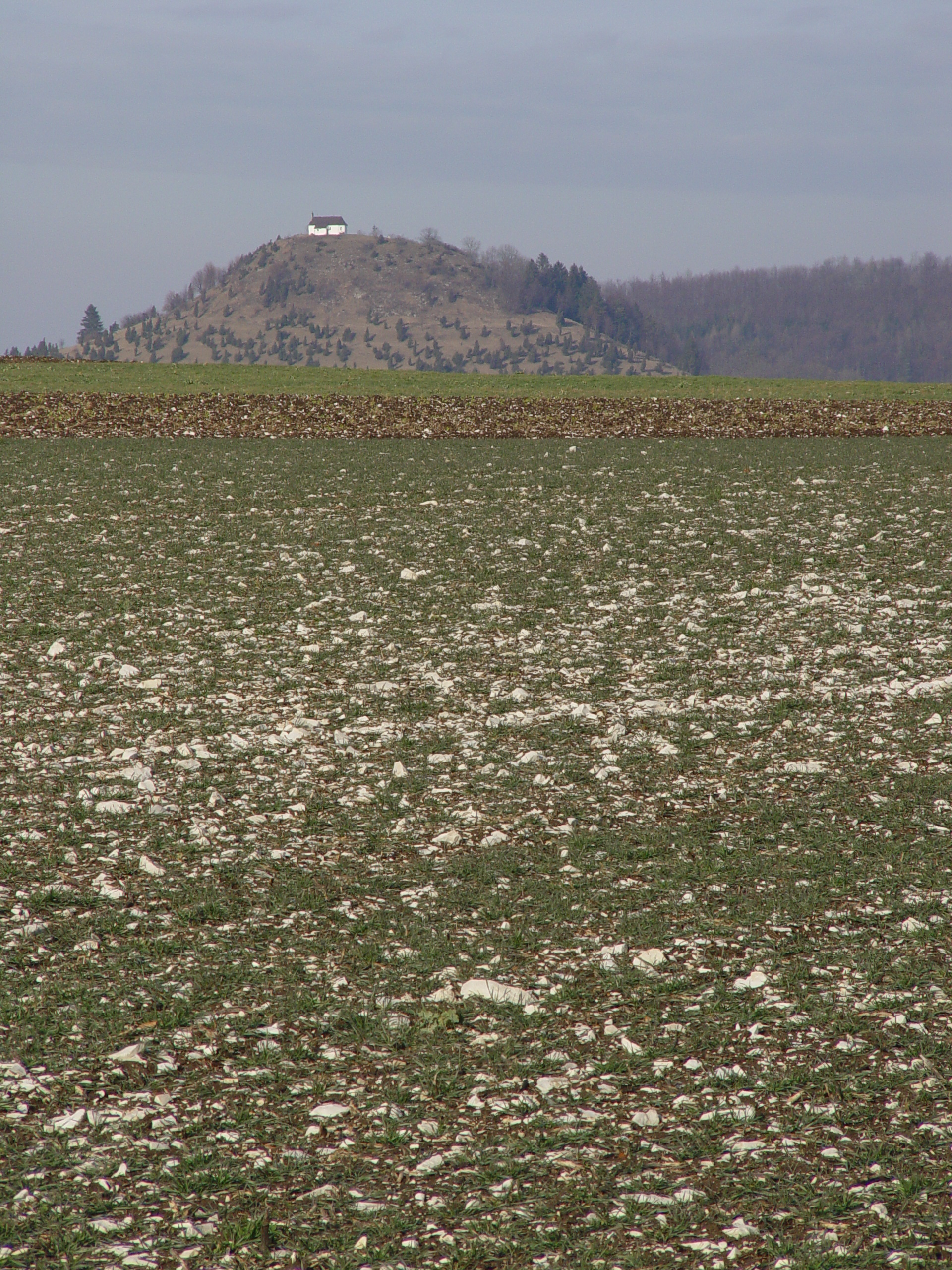
Steinacker auf dem Heufeld unterhalb des Kornbühls

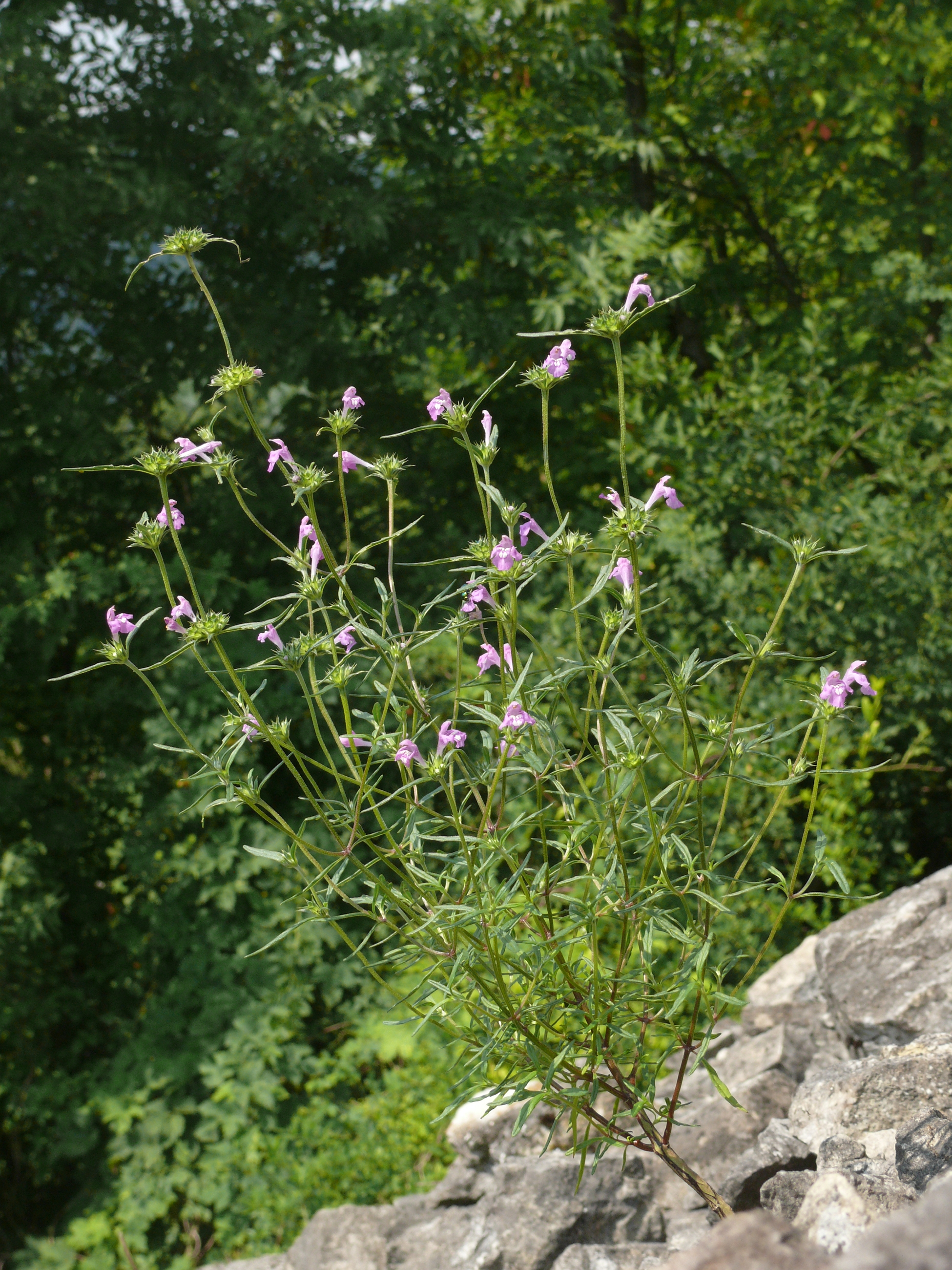
Pionierpflanzen auf Felsbrocken (Steinriegel)

An der Bodenbildung sind immer die Faktoren Ausgangsgestein, Klima, Gravitation und Relief (Geologie), Vegetation und Lebewesen, langzeitig wirkende Bodenerosion und Verwitterungsprozesse beteiligt. Auf dem Ausgangsgestein Kalkstein (Kalksteinschichten sind in Südwestdeutschland vorherrschend auf der Schwäbischen Alb, der Fränkischen Alb und den Muschelkalkgebieten zwischen der Schwarzwälder Wutach und dem Main), hat sich im späten Pleistozän, nach der letzten Eiszeit, Boden neu, aber extrem langsam, entwickelt.

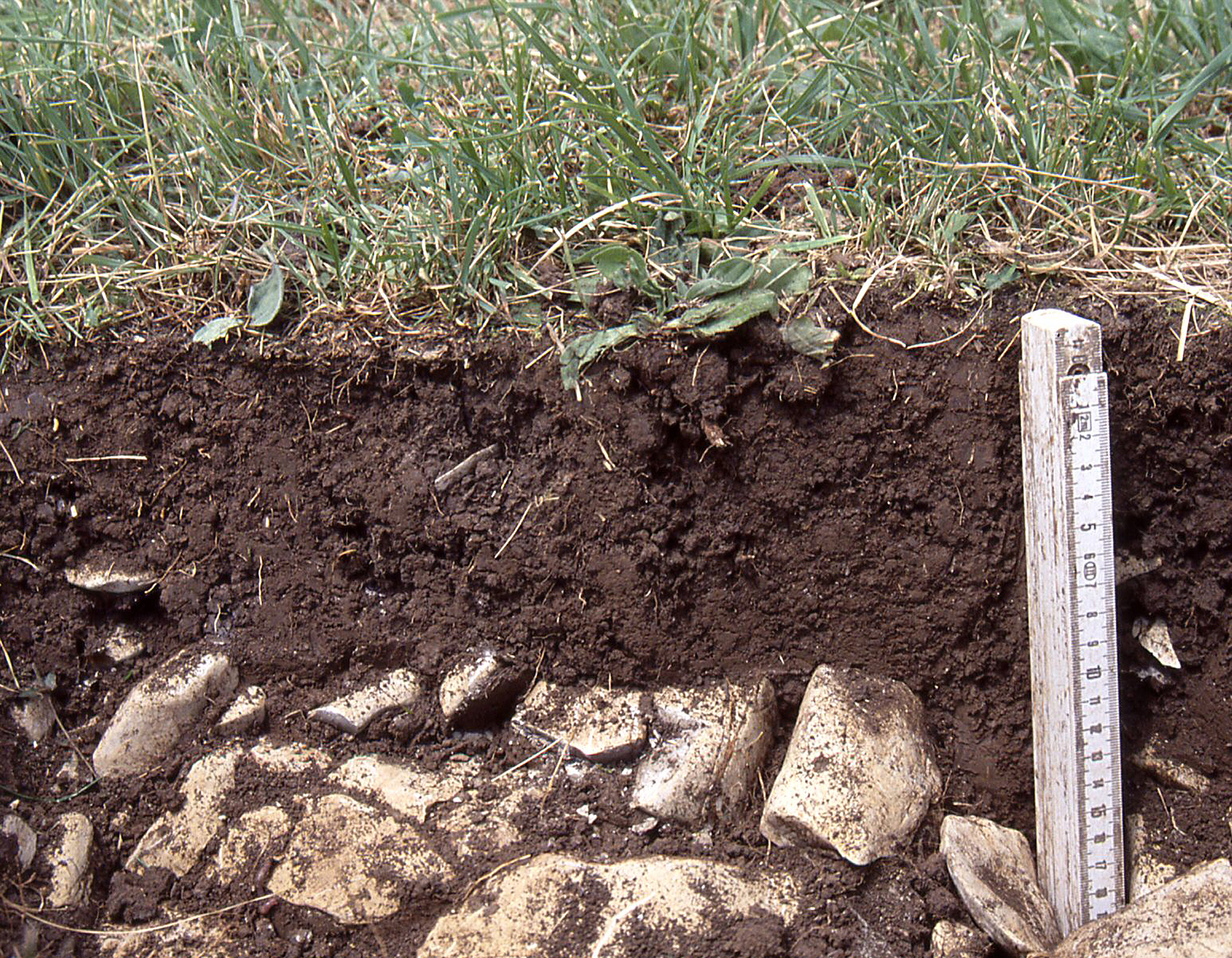
Heufeld: Rendzina, oft karg und sehr flachgründig

Auf der Ostalb und der so genannten Flächenalb, dem südlich der so genannten Klifflinie liegenden Albteil, ist die Vielfalt der Böden größer; von flachgründig grenzwertig bis tiefgründig fruchtbar. Auf einem Großteil der Nordostalb sind die Weißjura-Gesteine (Kieselkalke) zum Teil umgelagert und zu Feuersteinlehm verwittert. Die Flächenalb ist zum Teil noch von Süden her vom Schutt der tertiären Molasse und in ihrem östlichen Teil von Löss überdeckt.
Auf gelösten Kalksteinbrocken oder kalkigem Festgestein liegen Böden, auf denen entweder Sträucher, Wald und Gräser gedeihen, oder mühselig ackerbauliche Erträge erzielt werden. Hier dominieren Rendzina-Böden (Rendzina bedeutet im Polnischen „Rauschen der Steine am Pflug – ein charakteristisches Geräusch, das bei der Bearbeitung der nur gering mächtigen humosen Böden auf Kalksteinen entsteht“) Auf Kuppen, Hochflächen und steilen Hangpartien sind diese Böden meistens besonders flachgründig.
Wo Denudation (Reliefveränderungen vor allem durch niederschlagsbedingte Abtragung) Böden in Täler geschwemmt hat, in Täler, die heute häufig aufgrund tiefgründiger Verkarstung zu Trockentälern wurden, bildeten sind Kolluvien. Das sind nährstoffreiche Boden-Ansammlungen (Lockersedimente), die größere Mächtigkeit haben können, sofern sie nicht von Gewässern fortgeschwemmt wurden. Auch in erosionsgeschützten Verebnungen, Mulden und Sattellagen, auf sanften Hängen und in Karstspalten können sich mächtigere Böden gebildet haben. An solchen Standorten konnten sich Böden auch zu Terra fusca oder sogar zu tiefgründigen Lehmböden (Parabraunerden) weiterentwickeln. Am ehesten hier vermengten sich die Böden mit Verwitterungserscheinungen des Kalksteins wie Mergeln und Ton. In manchen Gebieten kam es auch zu Vermischungen mit mehr oder weniger mächtigen Löss-Schichten. In solchen Böden ist neben dem Oberboden (Ah Bodenhorizont) auch ein Unterboden (B Horizont) entwickelt, es liegen also Übergänge zur Braunerde vor. Die kalkige Ausgangssituation sorgt in solchen Fällen für stark biologisch belebte Böden (relativ hoher Boden-pH).
Die Denudationsraten der Schwäbischen Alb von ca. 10 – 26 mm/ka (ka=tausend Jahre) haben tertiäre und altpleistozäne Bodenbildungen großenteils wieder vernichtet, obwohl in großen Zeitabschnitten des Tertiärs in Südwestdeutschland sogar sehr warme und sehr feuchte Klimata bestanden, die zu üppiger Vegetation und Bodenbildung führten. Die heute vorgefundenen Böden mussten sich durch physikalische, chemische und biologische Verwitterung praktisch erst nach den letzten Eiszeiten (Glazialen und Periglazialen), insbesondere in den Warmzeiten, neu entwickeln.
„Man nimmt an, dass in der Hauptbildungszeit (der Rendzina-Böden) in den letzten 10.000 Jahren, etwa 40 cm Kalkstein aufgelöst wurden, die einen Lösungsrückstand von nur wenigen cm hinterlassen haben.“ Saures Sickerwasser hat den Kalkstein verwittert. Der sich bildende Boden wurde allmählich entkarbonisiert, was bis zu karbonatfreien Böden führen konnte. Die Vegetation machte den Boden humös. Auf nur festem Ausgangsgestein konnte sich oft nur allmählich eine anspruchslose Vegetation ansiedeln.

## Demographische Entwicklungen in Südwestdeutschland
Die Schwäbische Alb war vor der Besiedlung komplett bewaldet. Die „natürlichen Waldgesellschaften wurden (…) von einer gegenüber den anderen Laubbaumarten (Ahorn, Esche, Eiche usw.) unduldsamen Buche beherrscht. Dank ihrer Fähigkeit, vom Keimlingsalter an selbst im tiefsten Schatten Fuß zu fassen, vermochte sich die Buche auf fast allen Standorten“ durchzusetzen. Bei der ersten relativ frühen Besiedlung wurde der Wald an den fruchtbarsten Standorten durch Brandrodung beseitigt. In Deutschland schrumpfte der Waldanteil an der Gesamtfläche bis etwa um 1300 auf weniger als ein Fünftel.
Bei wachsender Besiedlung wurden auch weitere, u. U. weniger fruchtbare, Standorte zu Ackerflächen umgewandelt. Das Vieh wurde in gelichtete Wälder (Hutewälder) getrieben. Im Mittelalter führten die ausgedehnten Pestepidemien um 1350 zu großflächigen Wüstungen. „Statt 170.000 Siedlungen, die um das Jahr 1300 existierten, zählte man 100 Jahre später gerade noch 130.000.“ Um 1450 waren wieder ca. 40 % der Gesamtfläche Deutschlands bewaldet. Kriege, Hungersnöte und Seuchen verwüsteten und entvölkerten ganze Landstriche. In Teilen Süddeutschlands etwa überlebte nur ein Drittel der Bevölkerung. Die Erholung davon dauerte mehr als ein Jahrhundert. „Kaum wuchs im 16. Jahrhundert die Bevölkerung wieder an, wurde die genutzte Ackerfläche ausgedehnt.“ (Es wurden auch die so genannten Hutewälder genutzt. Das sind die lichten bis fast offenen, parkartigen Wälder bis hin zu baumbestandenen Weiden, in die mit Genehmigung der (meist adeligen) Waldbesitzer das Vieh zwecks Nahrungssuche getrieben wurde.) Die wachsende Bevölkerungsdichte machte auch eine Landnahme auf kargeren Hochflächen nötig.

## Dreifelderwirtschaft

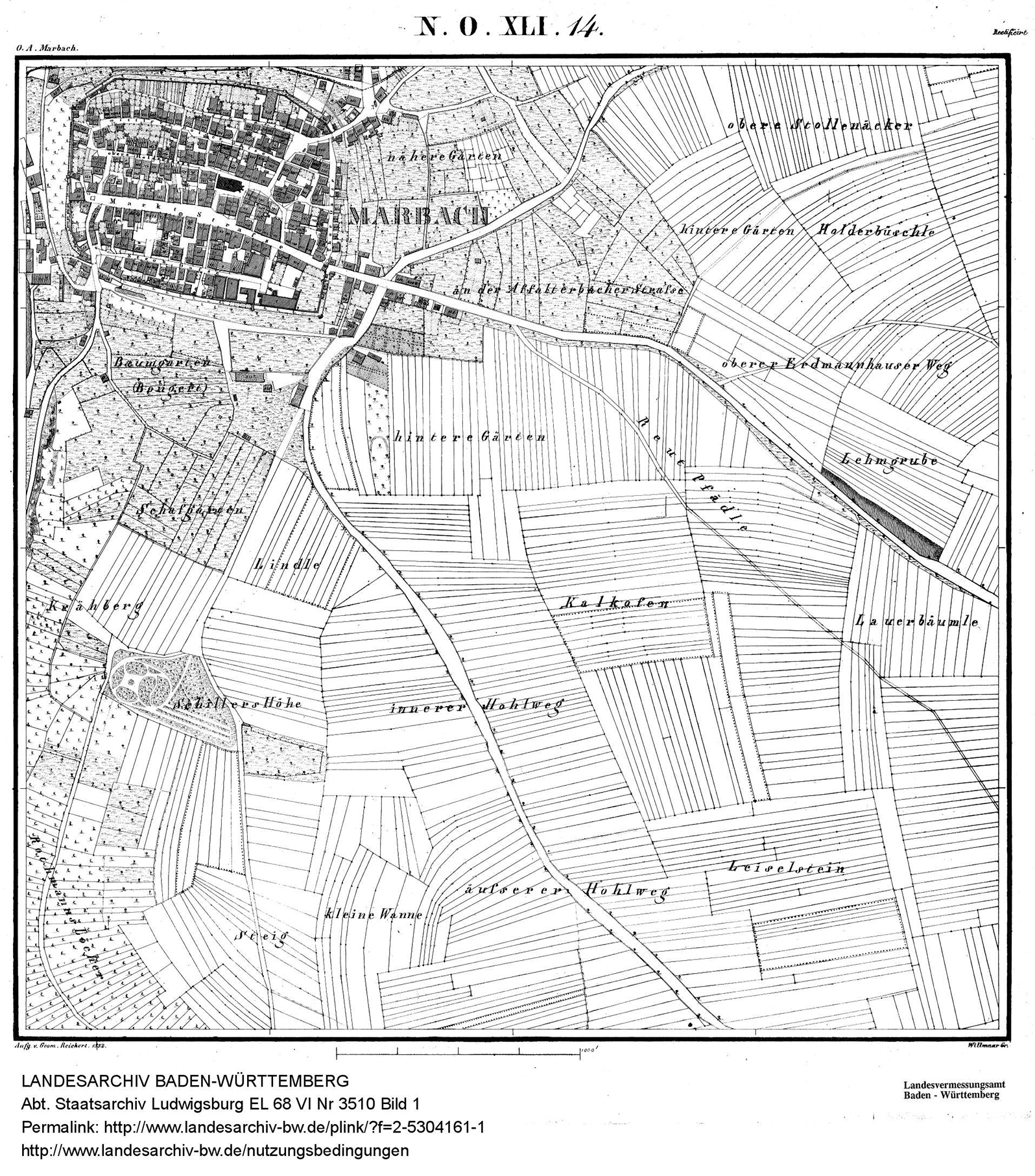
Typische Dreifelderwirtschaft: Karte 1832, Marbach Neckar

Die Dreifelderwirtschaft war für die Bauern vom 11. bis Mitte des 19. Jahrhunderts die einzige Daseinsform ihres Standes. Alle Felder hatten ihre vorgeschriebene Funktion und Zuschnitt. Das schuf sichere Besitzverhältnisse, denn auch die in Südwestdeutschland, somit auch auf der Alb, übliche Realteilung unter allen erbberechtigten Nachkommen einer Bauernfamilie wirkte innerhalb der Dreifeldergrenzen. Die für heutige Maßstäbe kleinen Äcker wurden immer sorgfältig von Steinen befreit. Diese sammelte man am Ackerrand als Steinriegel. Die Steinriegel und die darauf wachsenden Hecken markierten auch die Besitzrechte.
Wegen der Mühsal der mittelalterlichen Bewirtschaftung eines Ackers war die Aufteilung der Flächen nahe um das jeweilige Dorf herum üblich. Strenge, auch in Besitzrechte eingreifende, Regeln des Flurzwangs als fester Bestandteil der Dreifelderwirtschaft konnten Transportwege und Zugtier-Pflug-Wenden minimieren. Die Realteilung wirkte zwar in gewisser Weise einer Hierarchisierung des Bauernstandes entgegen. Besitztümer wurden dadurch aber immer kleiner, die Äcker nahmen häufig die Form langer, schmaler Streifen an.

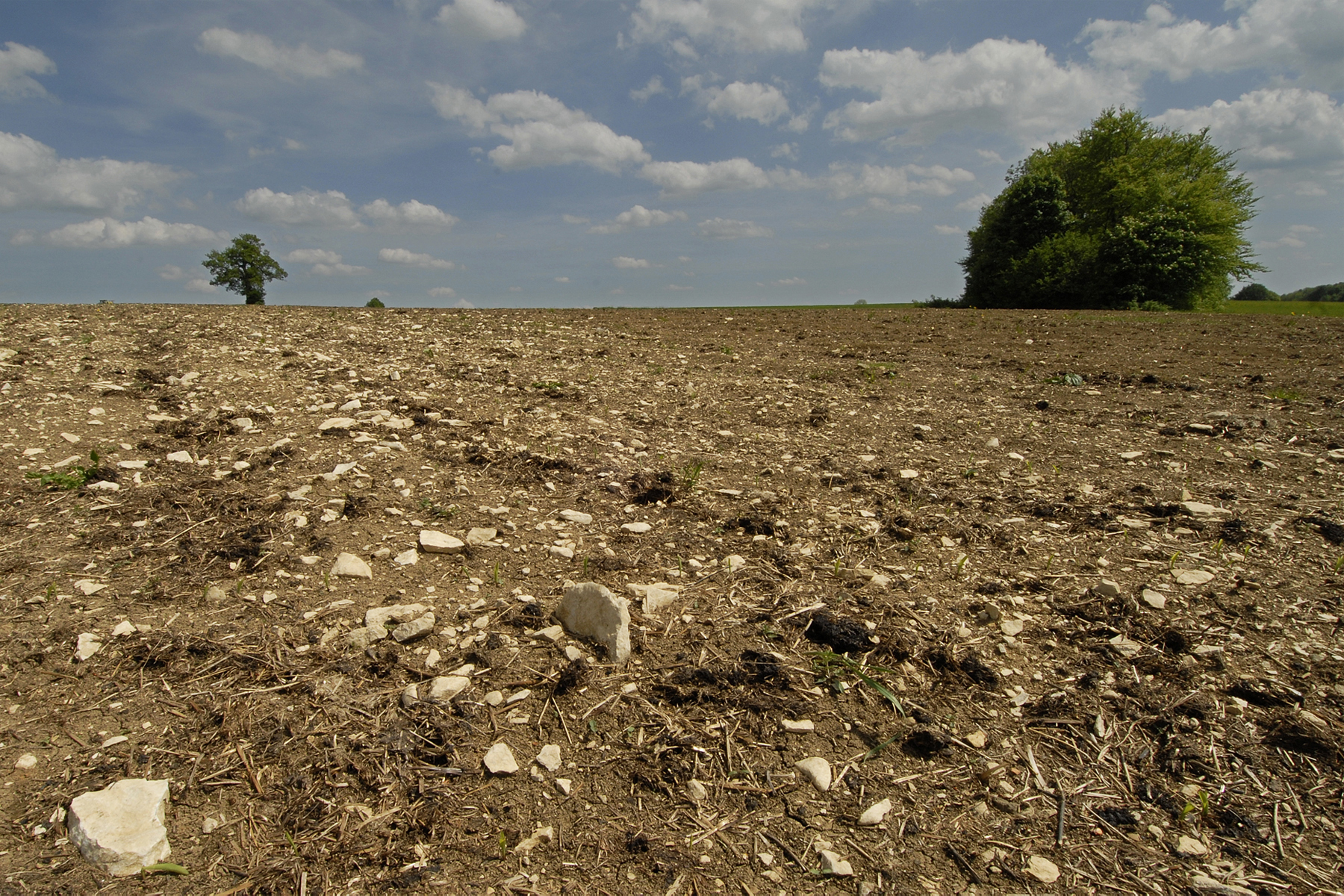
Steinacker „raue Alb“

Bei stark wachsender Bevölkerung eines Dorfes musste auch schwerer zu bearbeitender Boden der Allmende, etwa neu gerodeter Wald oder geneigte Flächen, als Zelgen in die Dreifelderwirtschaft aufgenommen werden, oder es wurden kleine Landstücke für besonders arme Bauern als „Beifang“ aus der Allmende ausgegliedert. Missernten, hohe Abgaben und Fronarbeit schufen schnell bittere Armut im ohnehin unterprivilegierten Landbauernstand. Davon zeugen auch die Bauernaufstände und -kriege des Spätmittelalters, der Dreißigjährige Krieg und später die Auswanderungen aus schierer Not.
Das raue Klima auf den Hochflächen, strenges Arbeitspensum, steiniger Boden, grenzwertige Erträge, nur einige nicht sehr widerstandsfähige Werkzeuge, reichten nur für eine dürftige Existenz. Weite Transportwege kamen nicht infrage; Zugtiere, unentbehrlich beim Pflügen und beim Transport, konnten die ärmeren Kleinbauern nicht selbst halten, sie mussten die Gespanndienste, gegen Arbeit oder Bezahlung, bei den reicheren Bauern in Auftrag geben.
Die Namen von Gewannen und Fluren, die damals große wirtschaftliche und rechtliche Bedeutungen hatten, haben sich in Südwestdeutschland in vielen Fällen bis heute erhalten, wie auch den amtlichen Topographiekarten noch zu entnehmen ist. „Rauhe Äcker“ und „Kalkecker“ waren genau das, was der Name besagt. Der „Egert“ war die besonders ertragarme, steinige Flur, die man zwischen der Ackernutzung ein oder mehrere Jahre brach liegen ließ und nur beweidete. Bei den „Schenkeläckern“, dem „Hakenacker“ und den „Krummen Äckern“ hatte die ungünstige Form und Lage die Mühsamkeit der Feldarbeit noch erhöht. Ganz ungünstigen Boden, Lage im Schatten des nahen Waldes und weite Entfernung vom Hof nannte man „Waldäcker“, „Reute“ oder „Reutäcker“.
Der Pfarrer Nördlinger schrieb 1718 über Tailfingen: „Das Leben in einem Bauerndorf der Schwäbischen Alb war geprägt durch karge Böden und raues Klima. Klein und erbärmlich liegt der Ort zwischen den Bergen, die Sommer sind kurz, die Winter lang. Die Acker sind steinig und karg, die Ernte ist gering… Der Reichen sind gar wenig, ja es sind vielmehr auch die Reichen arm.“
Bemerkenswert ist, dass der Namensteil „Stein“, „Steinberg“, „Steinacker“ bis in die Gegenwart in den Namen für Weinberge und Weinlagen auftaucht. Ihre Standorte sind zwar vorwiegend auf kalkigen Böden (Muschelkalk und Keupermergel), aber eben nicht auf der Schwäbischen Alb und eher selten auf ihren Vorlandgebieten. Die Böden für den Weinbau dürfen zwar steinig sein, aber nicht flachgründig und tief verwittert, ohne guten Wasserhaushalt (Lebewesen), arm an Nährstoffen und Mineralien, ohne ausreichende Sonneneinstrahlung und ausgeglichenem Mikroklima in Gewässernähe sein.

## Steinlese

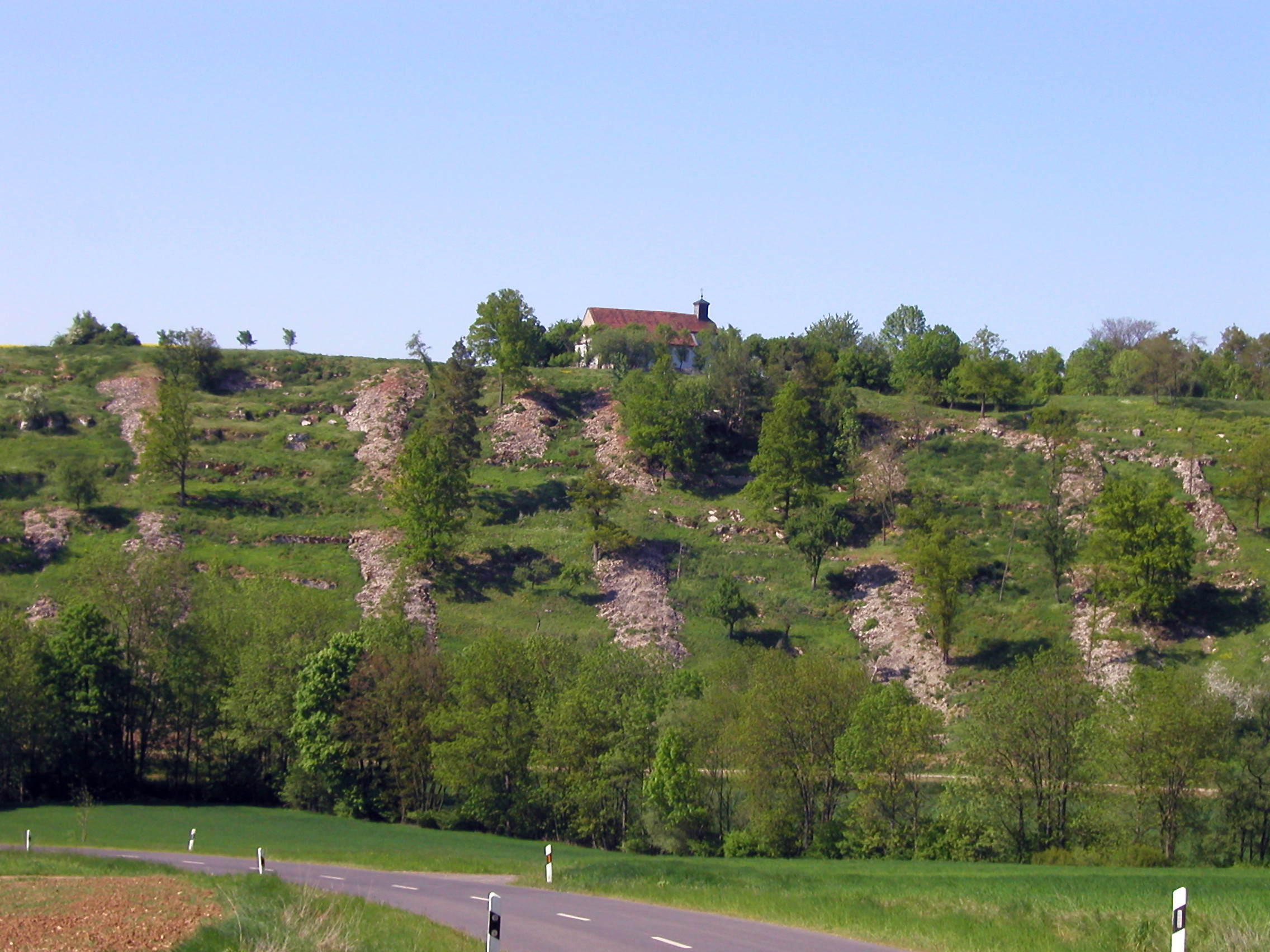
Steinriegel auf ehemaligen Tauber-Weingärten

Die alljährliche Bodenpflege auch durch Lesen der kleinen und großen Steine war zur Sicherung eines auskömmlichen Ertrages unbedingt notwendig. Der Aufwand an Handarbeit war leistbar, wenn man die Steine am Feldrain (Wegesrand) oder dem jeweiligen Ackerrand, häufig an der besitzmarkierenden Flurstückgrenze, stapelte. Im Lauf von Jahren oder Generationen wuchsen auf den aufgehäuften Lesesteinen Hecken heran. In geneigtem Gelände trugen diese zur Bildung von Terrassen bei, die Abschwemmungen entgegenwirkten und auch Schutz vor Winderosion, Kaltluftströmen oder vor Viehvertritt leisteten. Das Gehölz der Hecken konnte bei langfristiger Pflege (Offenhalten durch Abbrennen oder Zurückschneiden, Auf-den-Stock-setzen) als Brennmaterial im Bauernhof genutzt werden. Man kann die Hecken als dauerhafte anthropogene Sukzessionsflächen bezeichnen. Im Laufe der Zeit werden angehäufte Lesesteine von einer großen Vielfalt von Kulturfolgern, Flora wie Fauna besiedelt. Zwischen den Steinen siedeln bevorzugt wechselwarme Tiere. Die dort siedelnden Strauchgewächse sind für die tierischen Schutz und Nahrungsquelle.

## Steinäcker

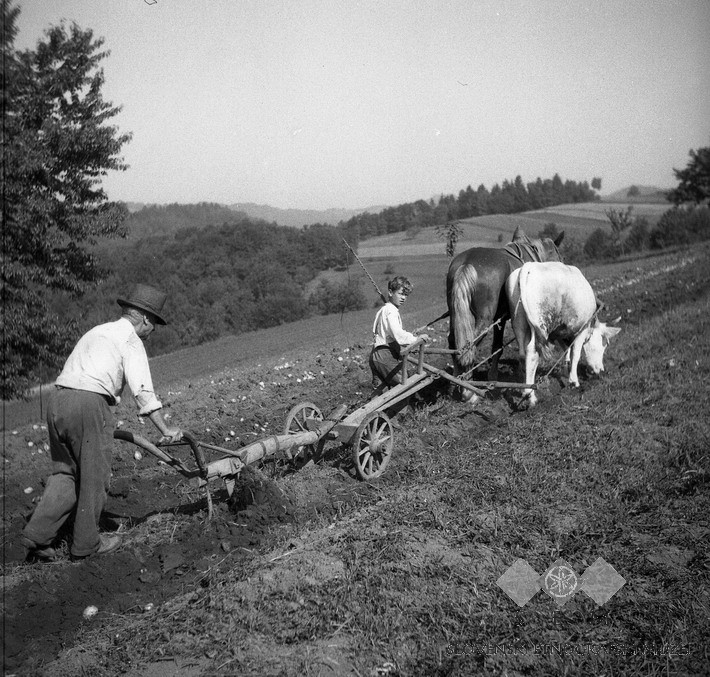
Uraltes, bäuerliches Pflügen

Wo der Rendzina-Boden besonders flachgründig war, waren die Äcker immer mehr oder weniger steinübersät. Beim Pflügen mit Holzpflügen und mehr noch bei Verwendung der härteren Eisenpflüge, vernahm man auf den „Scherbenäckern“ „das Rauschen des Pfluges im Boden“. Der Volksmund sagte es drastisch: „hier pflügt der Bauer auf des Teufels Hirnschale.“ So empfahl sich die Steinlese nicht nur zur Erzielung besserer Erträge; die meisten Steinbrocken waren hart und oft scharfkantig. Sie nutzten die Pflüge ab. Die durchaus oft anzutreffenden größeren Steine beschädigten sie sogar. In der 9. Strophe des ca. 200 Jahre alten, auf einen schwäbischen Heimatdichter zurückgeführten Lumpenlieds ‚Belagerung von Munderkingen‘ heißt es: „Wenn oiner a stoinigs Äckerle hot ond au an stompfe Pfluag ond au a reidigs Weib dahoim, no hot er z’kratzt gnuag.“ (Carl Borromäus Weitzmann)
Das Naturphänomen, dass Äcker und Weideflächen immer wieder an der Oberfläche von Kalksteinen übersät sind, wird bis heute eher nicht als typisch temperaturabhängiges, physikalisches, Phänomen erkannt. Aber abhängig von der Häufigkeit von Frostwechseln werden im Erdreich verborgene, insbesondere kleine bis mittelgroße Steine durch Auffrieren und Frosthub immer wieder an die Erdoberfläche transportiert. Die „Frost-Hypothese“ wurde von dem schwedischen Wissenschaftler Beskow erstmals 1930 als physikalisches Phänomen beschrieben und veröffentlicht.

## Technisierter Landbau und Flurbereinigung

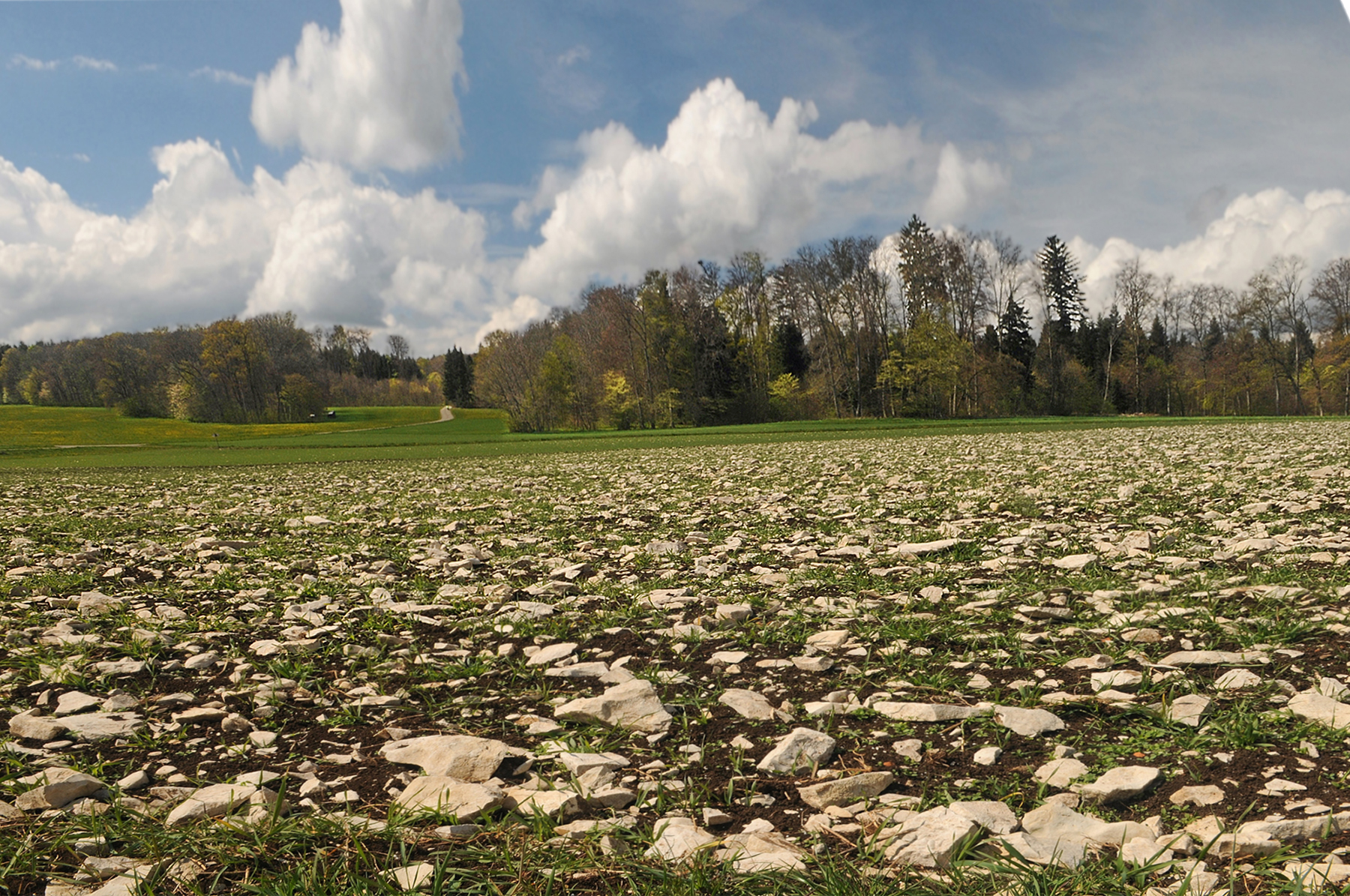
Besonders steiniger Acker auf flachgründigem Rendzina, Heufeld bei Ringingen

Mitte des 18. Jahrhunderts begann allmählich die Überwindung der Dreifelderwirtschaft und die Zeit des modernen Landbaus. Man begann Äcker, die nur mit viel Handarbeit oder grenzwertigem Ertrag bewirtschaftet werden konnten, aufzugeben oder umzuwandeln. Ortsnah entstanden Weide, Wiese und Streuobstwiese, ortsfern Wald und Brachen. Wegen der vielen jetzt offenen Flächen dehnte sich Schäferei aus. Trockene, nährstoffarme Flächen konnten sich zu (Halb-)Trockenrasen oder Kalkmagerrasen entwickeln.
Die Bodenfruchtbarkeit ließ sich steigern, zum Beispiel durch neue oder weitere Früchte, Futtermittelanbau, düngende Unterpflügung von Früchten, variable, den lokalen Gegebenheiten angepasste, Fruchtfolgen und -wechsel. Auch Dünger, Pflanzenschutzmittel, Erkenntnisse durch Analyse von Böden und Ertrag, ermöglichten Ertragssteigerungen.
Die Mechanisierung und Technisierung der Landwirtschaft im 20. Jahrhundert, das Aufgeben grenzwertiger Ertragsflächen, die Landflucht, die wissenschaftliche Erforschung landwirtschaftlicher Ressourcen und Methoden, schließlich auch die rapide Motorisierung in der Tierhaltung und bei Feldanbau und Ernte, sorgte für einen weiteren Schub der Ertragssteigerung.
Die Verwendung von immer besserem Stahl und entsprechenden Pfluggeräten und auch die Feldbearbeitung mit immer vielfältiger einsetzbaren und stärkeren Traktoren hat auch dazu geführt, dass die Pflugtiefe erhöht wurde.

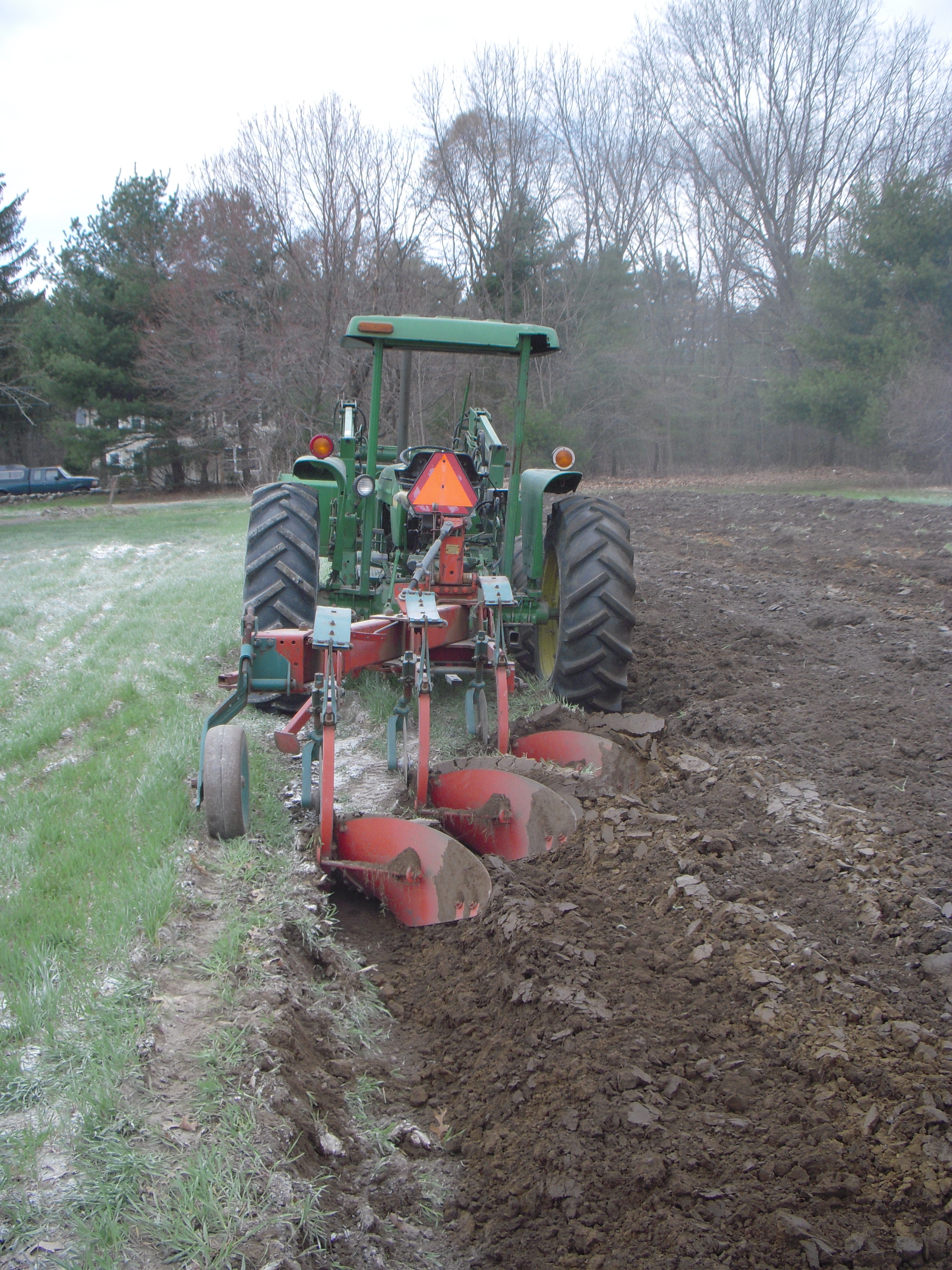
Hocheffizientes, motorisiertes Pflügen

Durch tieferes Pflügen „kam es auch zu einem überproportionalen Anwachsen der Steinansammlungen.“ Auf flachgründigen Hochflächen der „rauhen“ Alb sind steinige Äcker auch gegenwärtig noch eine häufige Erscheinung: „D Alb isch voller Schdoiner on Felsblöck wo mer nochem Deifel schmeißa ka…“ Die mündliche Befragung eines Laichinger Landwirtschaftsmeisters im Mai 2016 ergab: „Ich verzichte zum Teil, insbesondere bei flachgründiger Rendzina, auf Pflügen und benutze stattdessen nur eine geeignete Egge. Wir beseitigen vorher nur sehr große Kalksteine und bringen sie im Frontlader-Traktor auf die Steinleseplätze bei Laichingen.“

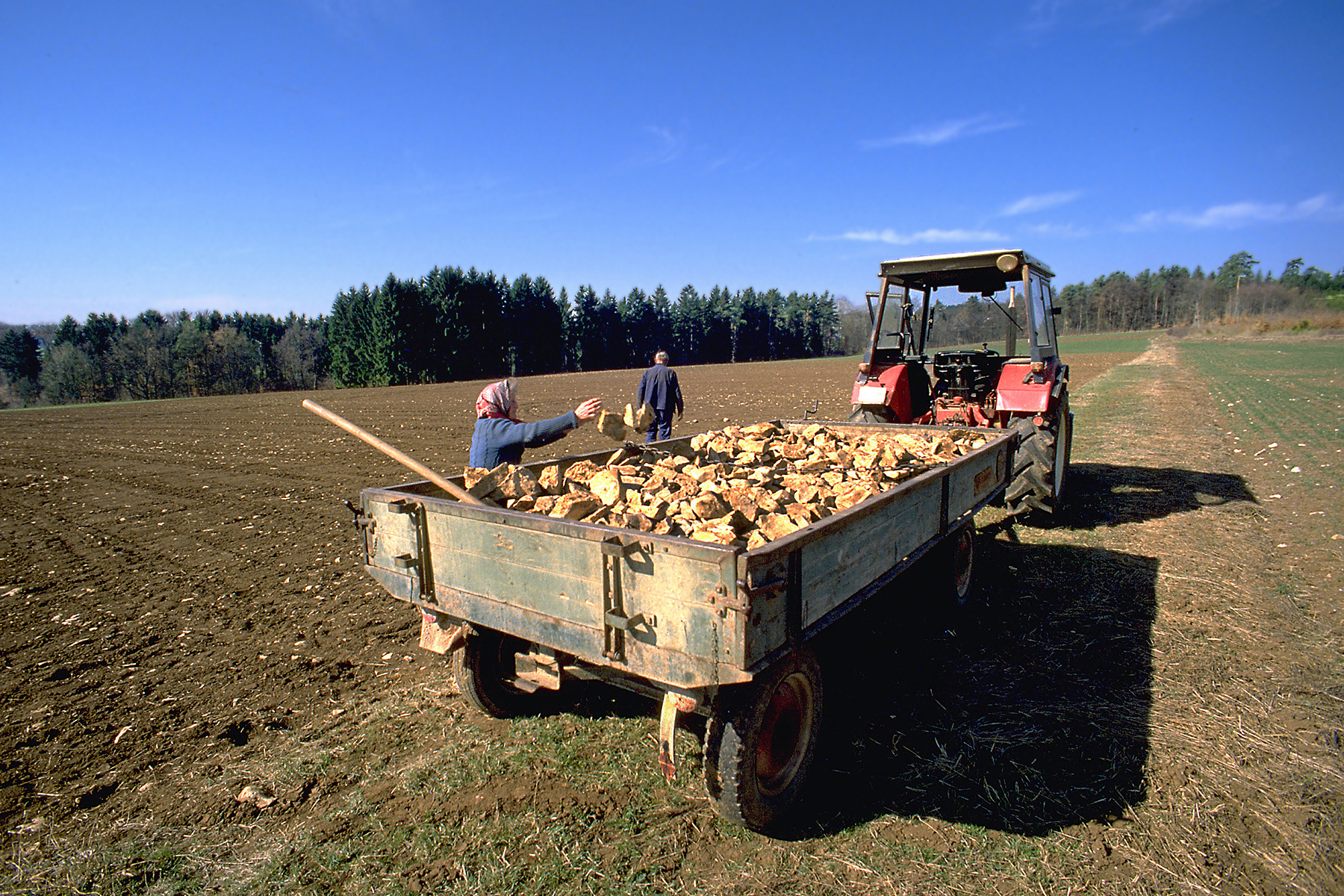
Steinacker-„Ernte“ bei Westerheim

Nach dem Zweiten Weltkrieg war die Flurbereinigung („Bodenordnungsverfahren“) das wichtigste Instrument zur Modernisierung der Landwirtschaft. Das sollte den land- und forstwirtschaftlichen Grundbesitz, die Besiedlungsstrukturen und die Verkehrsplanung neu gliedern, auch mit dem Ziel, großflächige Bodenbearbeitung zu ermöglichen. Hecken, ob auf Steinriegeln wachsend oder nicht und Steinriegel waren danach nur noch im Weg. Sehr viele Steinriegel, Hecken und Ackerbau-Terrassen wurden eingeebnet. Außer als Erosionsschutz und bei schwierigem Relief, blieben sie nur noch im Wald, oder noch vereinzelt zwischen Äckern, erhalten. „Auf der Albhochfläche können auch Steinriegel mitten im Wald, wie bei Ebingen auf dem Malesfelsen, auf ehemaligen Ackerbau auf Stockfeldern hinweisen.“

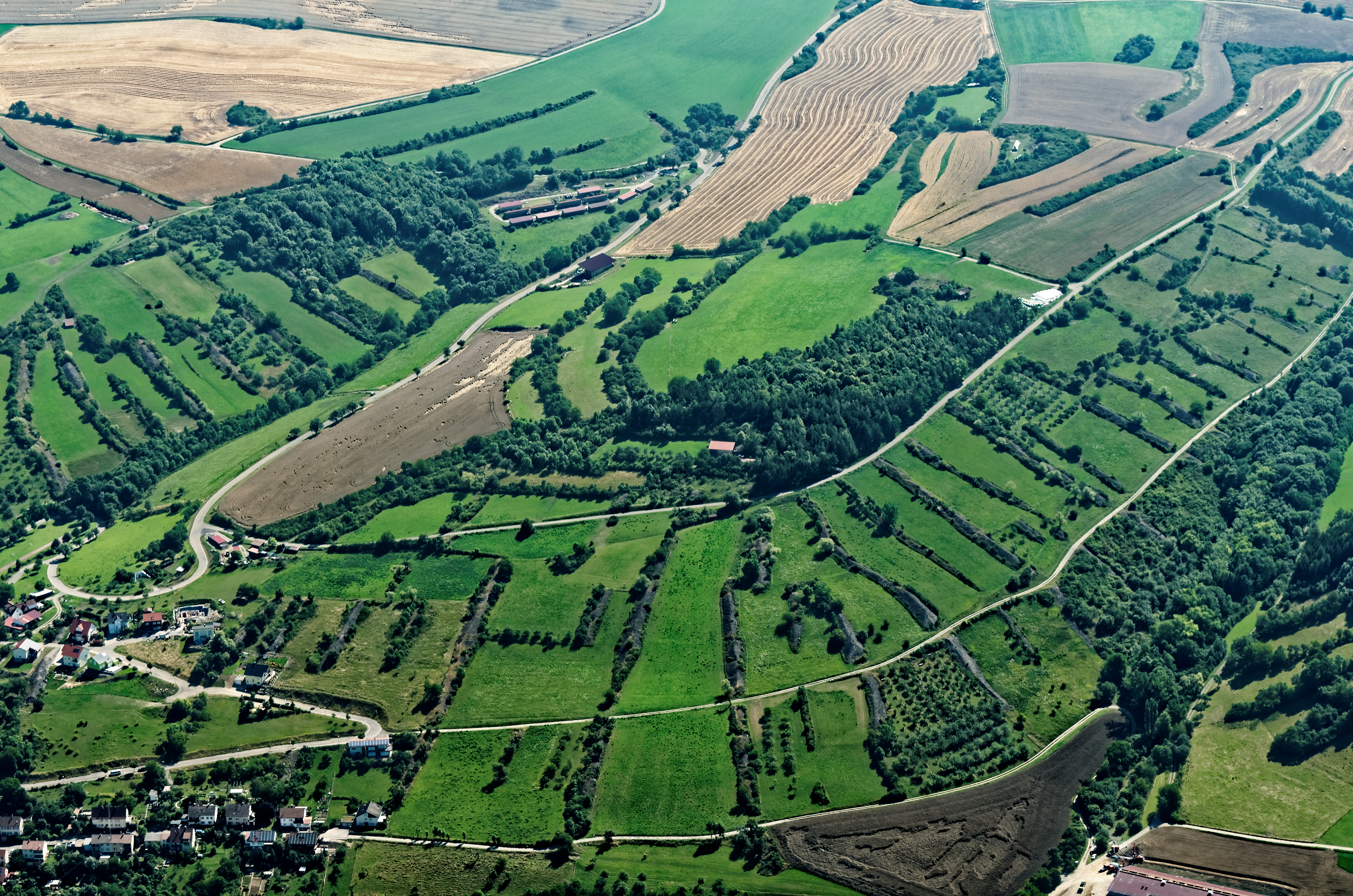
Steinriegel: aufgegebene Äcker; hinten: moderne Ackergroßflächen

Heute ist die Schafbeweidung – hauptsächlich, weil auch sie nicht mehr rentabel ist – soweit zurückgegangen, dass sich das öffentliche und das privatwirtschaftliche Baden-Württemberg Sorgen macht, wie hoch attraktive Landschaften erhalten werden können: Buchenwald, Wacholderheide, Streuobstwiese, die immer noch zahlreich bewirtschafteten Ackerflächen, die dörflich-flächenhafte Besiedlung der Schwäbischen Alb. Eingerichtet wurden Naturschutzgebiete, Habitate, Naturdenkmale, Biotope, artenreicher Lebensraum für zum Teil auch vom Aussterben bedrohte Flora und Fauna.

## Artenvielfalt

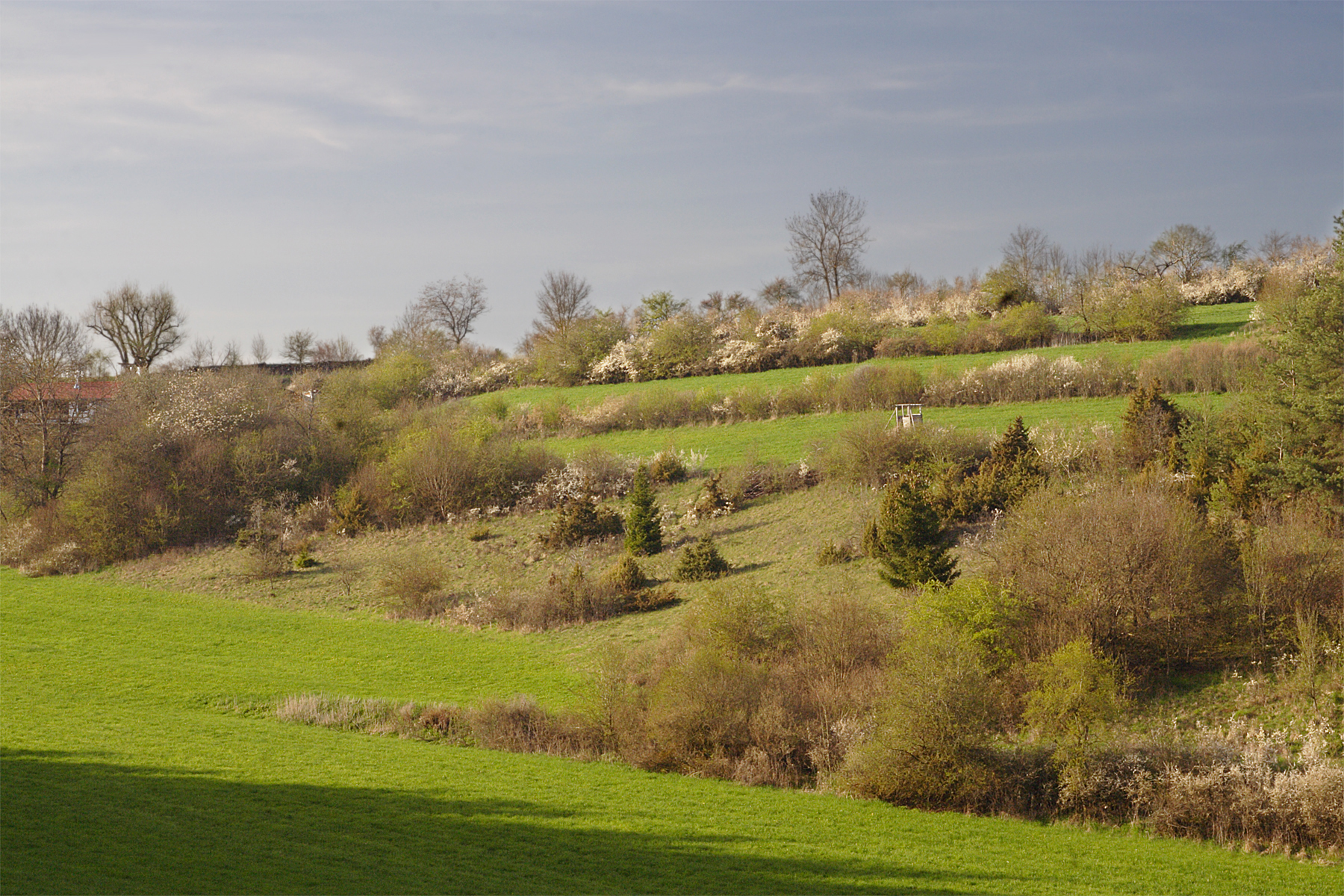
Alte Steinriegelhecken bei Eglingen, heute wertvolle Biotope

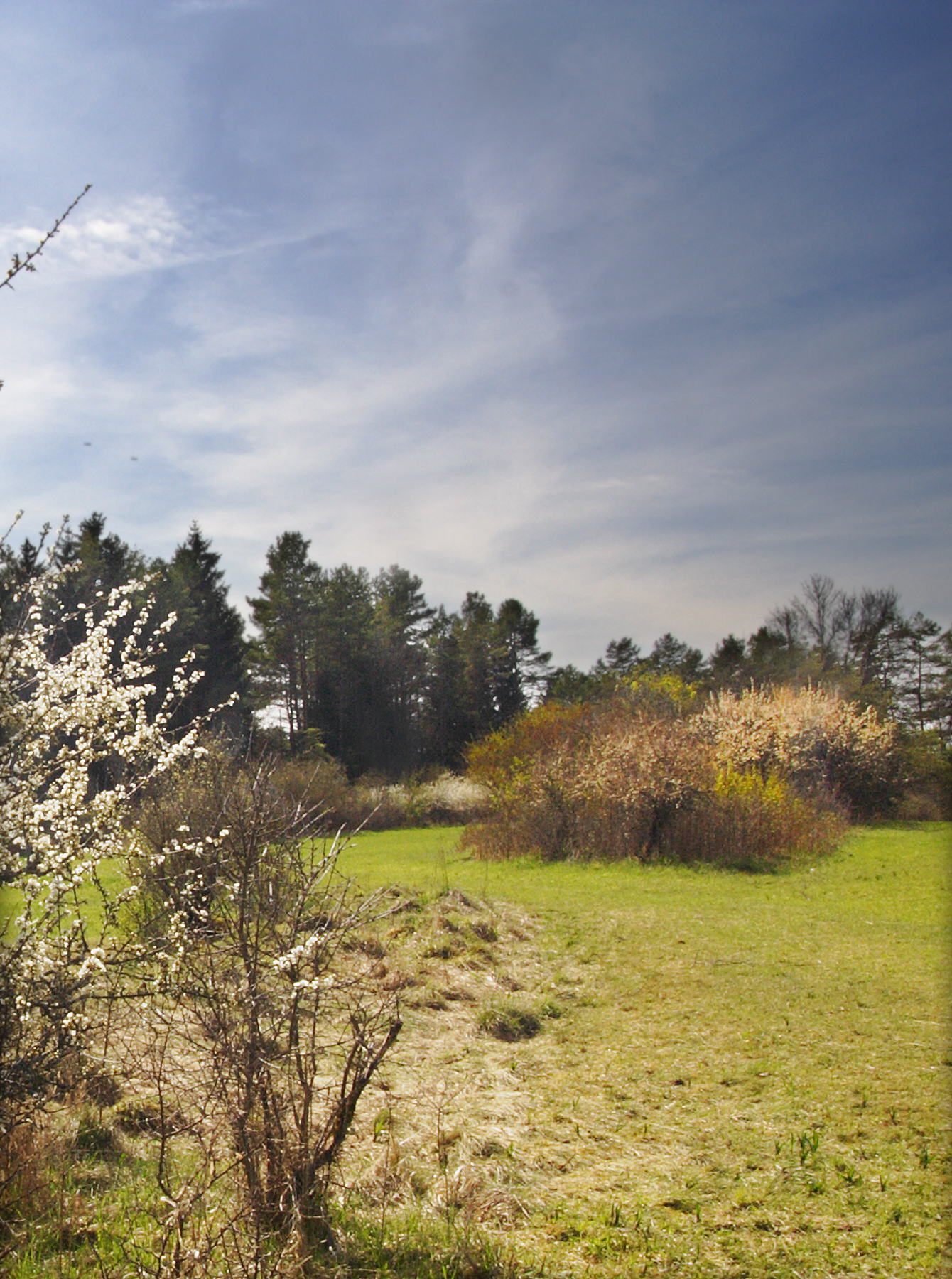
NSG Eichholz: uralte Steinriegel ehemaliger Äcker

Kleinflächige Kulturlandschaften, durch Streuobstwiesen, Waldpartien und Hecken in tausendjähriger, bäuerlicher Tradition strukturiert, gliedern die Landschaft in erfassbare Einheiten, was als angenehm empfunden wird und das Umweltbewusstsein stärkt. »Boschen« und Hecken aus lichtbedürftigem Laubgehölz siedelten sich auf den Steinriegeln und Einzelhaufen an. „Sie bilden das klassische Biotop.“
Die gewaltigen, meist ökonomisch bedingten Umstrukturierungen in Besiedlung und Bevölkerung ermöglichen der Landwirtschaft auf der Schwäbischen Alb nur eine Überlebenschance durch konsequente hochmoderne, kostenintensive Technologisierung. Das steht aber oft dem Naturschutz und der Pflege von Biotopen diametral entgegen. „Der augenblickliche Interessenkonflikt zwischen hochmoderner Landwirtschaft und Naturschutz berührt auf der Kuppenalb hauptsächlich die flachgründigen, oft sonnseitigen Lagen, deren ökonomische Leistungsfähigkeit ohnehin von Natur aus stärker begrenzt ist. Hier sind die ökologisch besonders wertvollen Biotope konzentriert.“ Das Überleben der historisch gewachsenen Kulturlandschaft der Alb gelingt nur durch nachhaltige Pflege, Biotop- und Artenschutz und durch Regulierung der Marktkräfte. Dabei gilt es zu vermeiden, dass nur noch museales Zeugnis der Vergangenheit – isolierte Inseln – statt Biotopvernetzung übrig bleibt.